# Braço morto

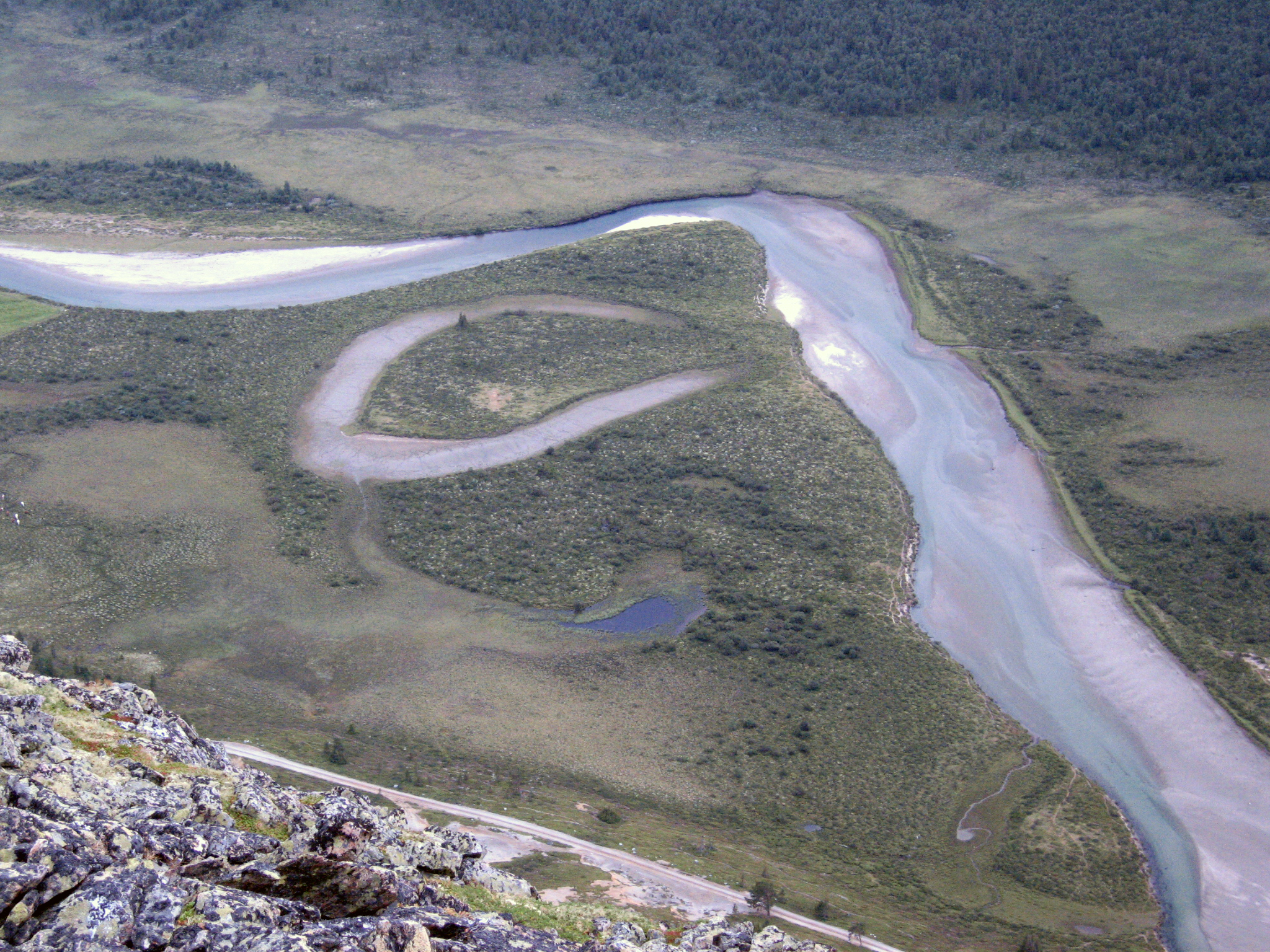
Meandro e braço morto (Escandinávia).

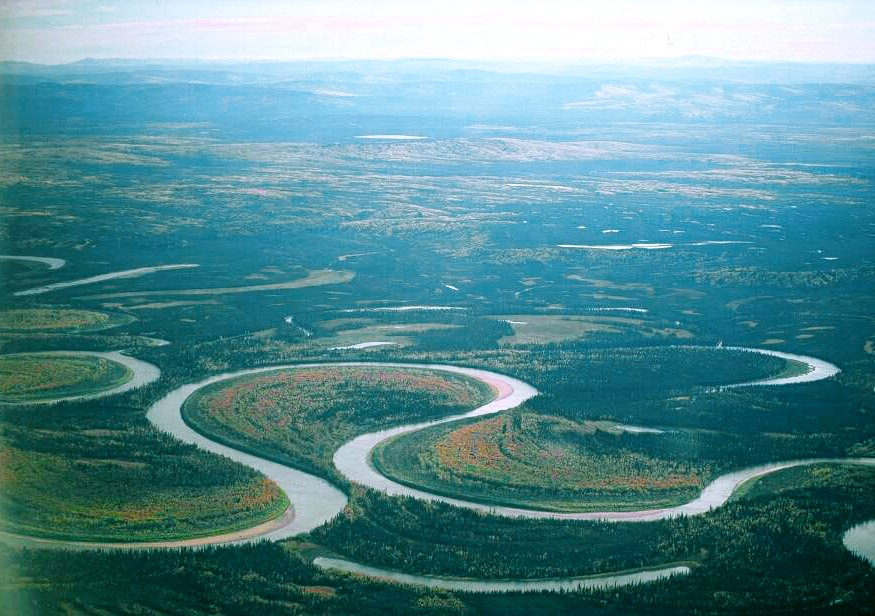
Vista da formação de um braço morto no rio Nowitna, no Alasca.

Um braço morto ou meandro abandonado ou lago em ferradura (em inglês: oxbow lake) é um pequeno lago em forma de U que se forma na curva de um meandro abandonado de um canal fluvial. Forma-se em geral quando o rio corta o "pescoço" de um meandro encurtando o seu curso, o que faz com que o antigo canal fique rapidamente bloqueado e se separe do rio. Se só se corta uma curva, o lago formado terá forma de meia-lua, enquanto que, se ficam isoladas mais de uma curva, o lago terá uma forma serpenteada. Este acidente geográfico tem, em inglês, o nome de oxbow lake (lago de jugo ou de ferradura) pela distintiva forma curvada que se gera em consequência deste processo. Na Austrália este tipo de lagos são chamados billabong. O termo inglês oxbow também pode designar uma curva de um rio ou corrente, não separado da corrente principal.

## Formação

Etapas da formação de um braço morto

Um braço morto é formado quando um rio cria um meandro devido à erosão sobre os bancos de sedimentos pela ação hidráulica e pela abrasão/corrosão. Depois de um longo período de tempo, este meandro vai-se curvando cada vez mais e, com o tempo, pode ocorrer que o "pescoço" do meandro toque o lado oposto e o curso do rio se una pelo "pescoço", separando-se do meandro que formará o braço morto.

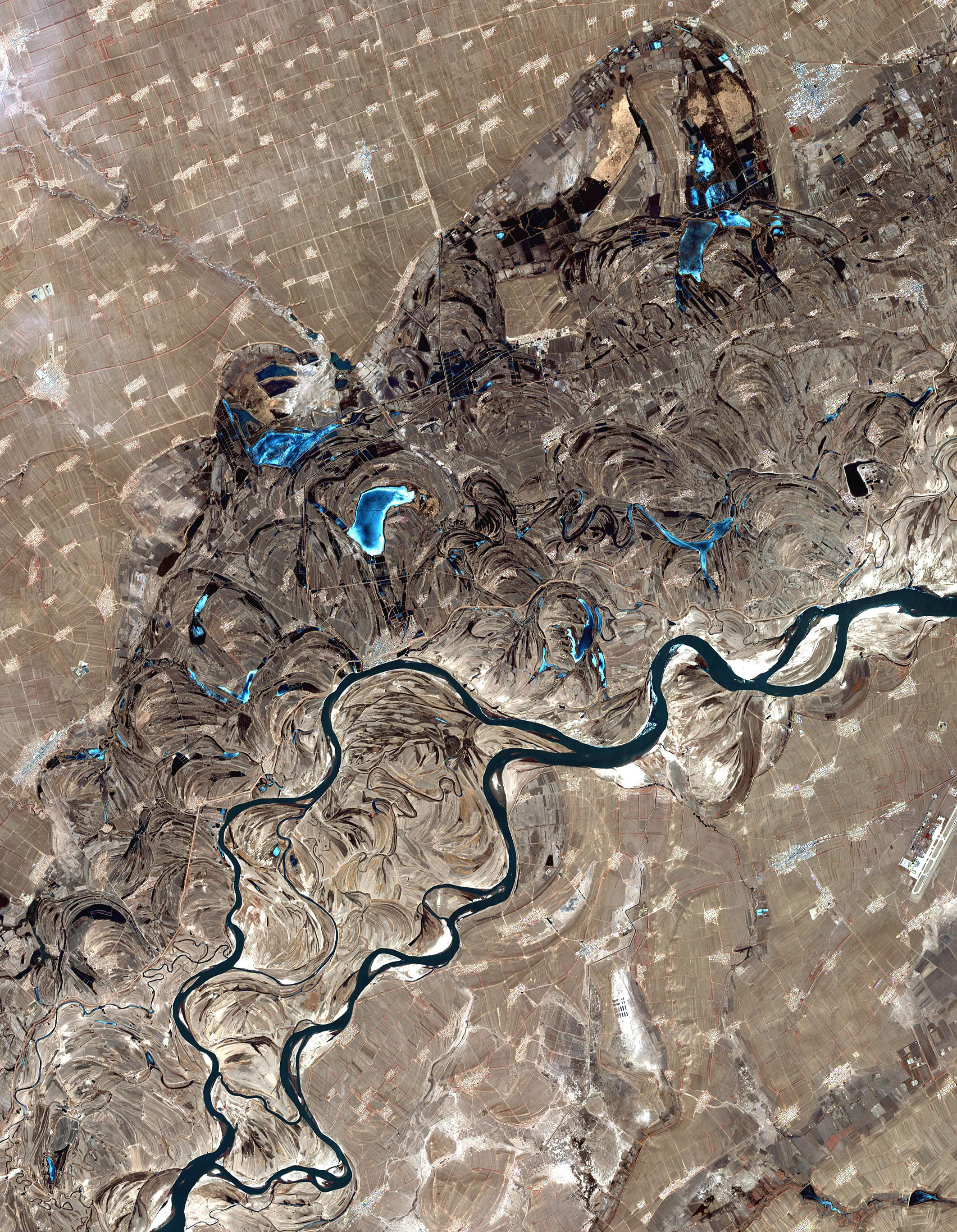
Vista de satélite do rio Songhua, na China. Observam-se os meandros e curvas, mostrando o antigo curso, assim como os braços mortos.

Quando um rio atinge uma área de planície extensa, muitas vezes no seu curso final para o mar ou para um lago, descreve numerosos meandros. Na proximidade de uma curva do rio, os sedimentos são depositados na margem convexa (a de menor raio). De forma oposta, tanto a erosão lateral quanto o corte inferior ocorrem na margem côncava (a de maior raio). A deposição contínua na margem convexa e a erosão da margem côncava causam a formação de um meandro muito pronunciado, à medida que as duas margens côncavas se aproximam. O estreito "pescoço" de terra entre as duas margens côncavas próximas finalmente acaba por ser cortado, quer pela erosão lateral de ambas as margens côncavas quer pelas fortes correntes de uma inundação. Quando isso acontece, é criado um novo canal fluvial quase em linha reta, que é aprofundado à medida que a água flui mais rapidamente porque o caminho é menor e a curva do meandro é abandonada. Quando a deposição finalmente sela o atalho do canal do rio, o braço morto é formado. Este processo ocorre ao longo do tempo, com uma duração diferente, de vários anos a várias décadas e pode, por vezes, ser essencialmente estático.